# Hispaniola
Hispaniola (špan. La Española = španjolski) je s površinom od oko 76 480 km² drugi po veličini karipski otok. Leži istočno-jugoistočno od Kube. Podijeljen je na dvije suverene države, Haiti i Dominikansku Republiku.

## Zemljopis
Kad je 1492. Kristofor Kolumbo stigao do ovog otoka, u svoj je dnevnik napisao: Pred mojim je očima otok La Espanola, najljepša zemlja koju je ljudsko oko ikada vidjelo. Te riječi govore same po sebi o Hispanioli dovoljno. 

## Politička podjela
Veći, istočni dio otoka je danas područje države Dominikanske Republike, dok manji, zapadni dio, pripada državi Haiti.

## Porijeklo imena
Starosjedioci su svoj otok nazivali Quisqueya ili Hayti (planinska zemlja), iz čega je nastalo današnje "Haiti". To ime je, dakle, u početku označavalo cijeli otok. Kristofor Kolumbo je otok nazvao La Isla Española ("Španjolski otok"), a Englezi su to ime prilagodili svom jeziku pa je to danas Hispaniola.
Otok Hispaniola bio je u kolonijalno vrijeme podijeljen na španjolski istočni dio nazvan Santo Domingo (prema istoimenom gradu), i francuski zapadni dio pod imenom Saint Domingue. Od istočnog dijela nastala je država Dominikanska republika, a na zapadnom dijelu Haiti, koji je u nekom razdoblju bio podijeljen na Sjeverni Haiti i južni dio pod imenom Republika Mulata.

## Geologija
Hispanjola, Jamajka, Kuba i Portoriko su zajedno poznati kao Veliki Antili. Oni se sastoje od kontinentalnih stijena za razliku Malih Antila koji su pretežno vulkanskog ili koraljnog porijekla.
Otokom se proteže pet brdskih lanaca. Cordillera Central ide od južne obale sve do sjeverozapadnog dijela otoka, gdje ga zovu Sjeverni masiv. U tom lancu je i s 3.175 m najviši brijeg Kariba. Paralelno s ovim lancem, pruža se Cordillera Septentrional duž sjeverne obale otoka i na istoku, kao poluotok Samaná, završava u Atlantiku.
Sierra de Neiba se podiže na jugozapadu Dominikane i produžava se prema sjeverozapadu u Haiti gdje mijenja ime u Montagnes Noires i grana se na Chaîne des Matheux i Montagnes du Trou d'Eau. Centralna ravnica se nalazi između Sjevernog masiva i Montagnes Noiresa. 
Južni lanac počinje pod imenom Sierra Baoruco i pruža se prema zapadu mijenjajući ime u Masiv de la Selle i Masiv de la Hotte i čini jugozapadni poluotok Haitia. U tom lancu je i najviši vrh Haitia s 2 715 m. Paralelno s tim lancem pruža se dolina na čijem je zapadnom kraju glavni grad Haitia Port-au-Prince. U toj dolini ima nekoliko slanih jezera, među ostalim Saumatre-Lagune u Haitiu, a u Dominikanskoj republici je jezero Enriquillo koje je ispod razine mora i najniža je točka na Karibima.

## Klima, biljke i životinje
Općenito, klima je na Hispanioli vlažna i tropska. Ali, na otoku ima četiri različite podvrste klime. Kišne šume pokrivaju oko 50% otoka, najviše sjeverni i istočni dio, pri tome pretežno u nizinama, a u nekim dijelovima i do visine od 2.000 m. Područja "suhih" šuma pokrivaju sljedećih 20% površine, i to uglavnom u brdima, na južnoj i zapadnoj strani, koje su brdima zaklonjene od kiša koje stižu najčešće s Atlantika, kao i u dolini Cibao u srednjem sjevernom dijelu otoka. Na visinama iznad 850 m u brdovitim dijelovima raste hispaniolski bor, tako da to područje izgledom više podsjeća na Alpe nego na Karibe. Močvarno područje Enriquillo su poplavljene livade i savane koje okružuju niz jezera, od kojih je istoimeno najpoznatije. U tom jezeru žive jedini krokodili na otoku.

## Povijest
Do 1492. su na otoku živjeli Indijanci Taino Arawakan koji su otok nazivali Quisqueya ili Hayti. (Marien, Maguana, Ciguayo, Guaccaiarima, Caizcimu, Cahibo, Bainoa) i Ciboney. Njihov broj u vrijeme dolaska Kolumba procjenjuje se u rasponu od oko 400.000 pa do jednog miliuna. Karibi koji ovdje nisu domaćini dolaze na otok u 14. stoljeću, prateći ranije migracije Arawaka. 
Vjerojatno je vrhunac pretkolonijalne kulturne povijesti bila kultura Arawaka koji potječu iz Venecuele i koji su od 7. stoljeća pr. Kr. preko Malih Antila postepeno naselili otoke Karipskog mora. Na Hispanioli su izumrli oko 1600. godine.
Godine 1586. grad Santo Domingo na južnoj obali Hispaniole napao je engleski gusar Francis Drake. Sredinom 17. stoljeća zapadna obala otoka bila je utočište bukanira koji su pljačkali španjolske posjede i trgovačke brodove. Francuski guverneri su blagonaklono gledali na lokalne pirate jer im je odgovaralo slabljenje španjolske moći u tom dijelu svijeta. Otok Tortuga uz sjeverozapadnu obalu Hispaniole tada je bio najpoznatije piratsko utočište na Karibima.

## Stanovništvo
Kako se na otoku nalaze dvije države s različitom prošlosti, tako niti stanovništvo nije sasvim jednako. U Haitiu preteže crno stanovništvo, dok u Dominikani preteže miješano stanovništvo. Dominikanci vole za sebe reći, da na Zemlji ne postoji niti jedna jedina ljudska rasa koja kod njih nije ostavila trag svojih gena.